# كريستوف جينز
كريستوف جينز (بالألمانية: Christoph Genz)‏ (و. 1971  م) هو مغني أوبرا، ومغني من ألمانيا، وألمانيا الشرقية، ولد في إرفورت.